# Villa Regina
Villa Regina est une ville d'Argentine qui se trouve dans le département de General Roca, en province de Río Negro. C'est une des villes importantes de la haute vallée du Río Negro ; elle est située sur la rive gauche du fleuve.

## Population
La ville comptait 27.516 habitants en 2001, soit une hausse de 12,4 % par rapport aux 24.472 de 1991. La ville est ainsi la 5º plus importante localité de la province.